# Schistura paucifasciata
Schistura paucifasciata es una especie de peces de la familia Balitoridae en el orden de los Cypriniformes.

## Distribución geográfica
Se encuentra en la cuenca del río Irrawaddy en Birmania.

## Hábitat
Es un pez de agua dulce.